# (36370) 2000 OT14
2000 OT14 (asteroide 36370) é um asteroide da cintura principal. Possui uma excentricidade de 0.20894690 e uma inclinação de 3.47671º.
Este asteroide foi descoberto no dia 23 de julho de 2000 por LINEAR em Socorro.